# Județul Vâlcea (interbelic)
Județul Vâlcea a fost o unitate administrativă de ordinul întâi din Regatul României, aflată în regiunea istorică Oltenia. Reședința județului era orașul Râmnicu Vâlcea.

## Întindere

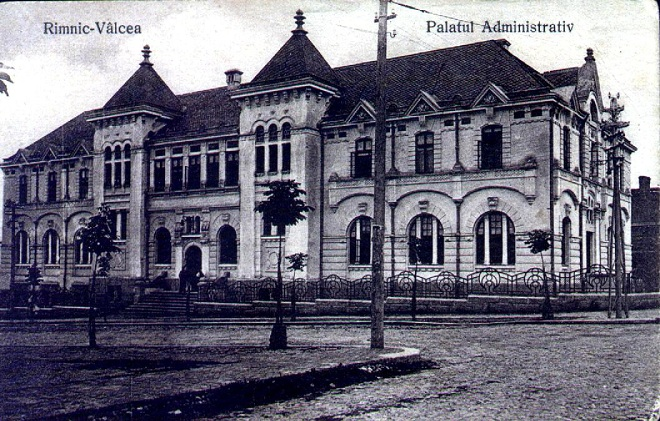
Clădirea Prefecturii județului Vâlcea din perioada interbelică. Clădirea-monument istoric, construită în anul 1900 și situată pe Scuarul Revoluției nr. 1, găzduiește în prezent Judecătoria Râmnicu Vâlcea.

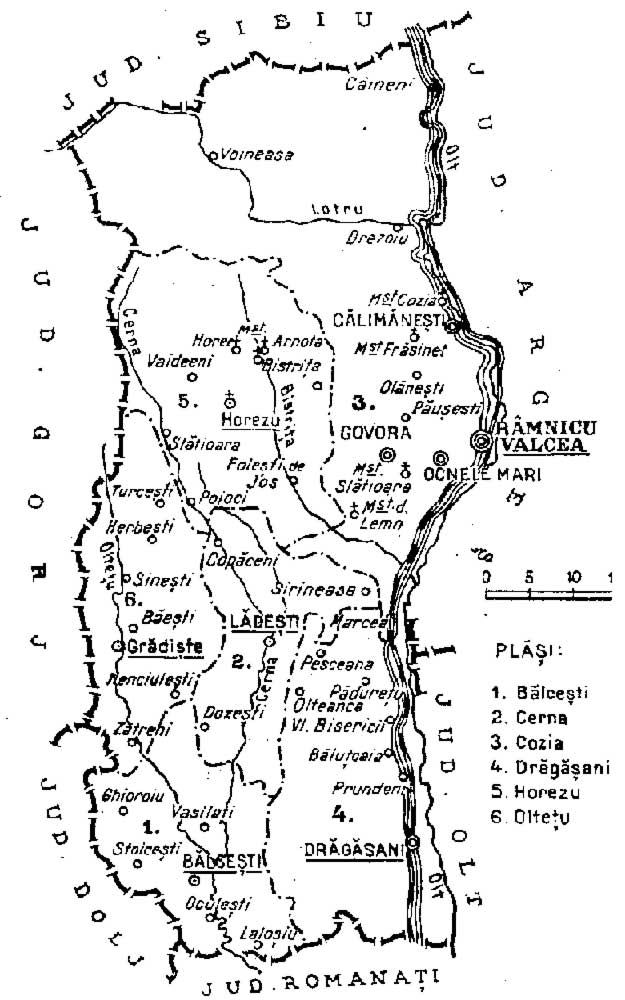
Harta județului, cu dispunerea și denumirea plășilor, în anul 1938.

Județul se afla în partea sud-vestică a României Mari, în nord-estul regiunii Oltenia. Județul se învecina la nord cu județul Sibiu, la est cu județele Argeș și Olt, la sud cu Romanați, iar la vest cu județele Dolj și Gorj. Cuprindea partea de vest a actualului județ Vâlcea. Teritoriile situate la est de râul Olt din actualul județ nu făceau parte din județul interbelic.

## Organizare
Teritoriul județului era împărțit în cinci plăși, până în anul 1930:
1. Plasa Cerna,
2. Plasa Cozia,
3. Plasa Drăgășani,
4. Plasa Horezu și
5. Plasa Zătreni.

În anul 1938, erau șase plăși, patru anterioare și două noi, rezultate prin reorganizarea sud-vestului județului:
1. Plasa Cerna (cu reședința la Lădești),
2. Plasa Cozia (cu reședința la Călimănești),
3. Plasa Drăgășani (cu reședința la Drăgășani),
4. Plasa Horezu (cu reședința la Horezu) și cele două plăși noi,
5. Plasa Bălcești și
6. Plasa Oltețu, rezultate prin reorganizarea sud-vestului județului.[2]

## Populație
Conform datelor recensământului din 1930, populația județului era de 246.713 locuitori, dintre care 97,4% români, 1,6% țigani, 0,2% germani, 0,2% maghiari, 0,2% evrei ș.a. Din punct de vedere confesional, a fost înregistrată următoarea alcătuire: 99,0% ortodocși, 0,4% romano-catolici, 0,2% mozaici ș.a.

### Mediul urban
În anul 1930 populația urbană a județului era de 31.909 locuitori, dintre care 94,8% români, 1,3% țigani, 1,0% germani, 0,8% evrei, 0,7% maghiari ș.a. Sub aspect confesional orășenimea era alcătuită din 96,4% ortodocși, 1,4% romano-catolici, 0,8% mozaici, 0,7% lutherani, 0,3% greco-catolici ș.a.